# Pau Cubarsí
Pau Cubarsí Paredes (Bescanó, 22 gennaio 2007) è un calciatore spagnolo, difensore del Barcellona e della nazionale spagnola.

## Caratteristiche tecniche
Gioca come difensore centrale. Di piede destro, è forte fisicamente, bravo negli anticipi e nel gioco aereo. È considerato uno dei più grandi talenti della storia de La Masia nonché uno dei più grandi prospetti della sua generazione, tanto da essere paragonato al connazionale e leggenda del Barcellona, Gerard Piqué.

## Carriera

### Club
Ha iniziato la sua carriera nel settore giovanile del Girona per poi trasferirsi al Barcellona nel 2018. Nell'aprile del 2023 ha iniziato ad allenarsi con la prima squadra del club catalano e l'8 luglio successivo ha firmato il suo primo contratto professionistico.
Il 16 settembre 2023 ha debuttato con il Barcellona B subentrando all'infortunato Pelayo Fernández al 12' dell'incontro di Primera Federación pareggiato 2-2 contro il Fuenlabrada. Ha esordito in prima squadra il 19 gennaio 2024, giocando il secondo tempo dell'incontro di Coppa del Re vinto 3-1 contro l'Unionistas. Due giorni dopo ha esordito anche in Primera División, venendo schierato da titolare contro il Getafe. Il 12 marzo 2024 diventa il calciatore più giovane di sempre ad esordire in UEFA Champions League direttamente in una fase ad eliminazione diretta, ottenendo al termine dell'incontro, dopo aver vinto per 3-1 contro il Napoli, anche il premio come uomo partita, a seguito della prestazione fornita contro la formazione partenopea.

### Nazionale
Ha giocato nelle nazionali giovanili spagnole Under-15, Under-16 ed Under-17.
Il 15 marzo 2024 viene convocato per la prima volta in nazionale maggiore, con cui esordisce 7 giorni dopo nell'amichevole persa 1-0 contro la Colombia, diventando (a 17 anni e 2 mesi) il secondo calciatore più giovane nella storia della selezione iberica dopo Lamine Yamal.
Nel 2024 ha vinto la medaglia d'oro ai Giochi della XXXIII Olimpiade di Parigi. Ha giocato cinque delle sei partite della Nazionale di Spagna, saltando per squalifica solo l'ultima partita del girone di qualificazione contro l'Egitto, avendo ricevuto due cartellini gialli negli incontri precedenti contro Uzbekistan e Repubblica Dominicana.
In totale ha giocato 411 minuti, compresi tutti i 120 della finale contro la Francia.

## Statistiche

### Presenze e reti nei club
Statistiche aggiornate al 5 marzo 2025.
| Stagione          | Squadra           | Campionato        | Campionato | Campionato | Coppe nazionali | Coppe nazionali | Coppe nazionali | Coppe continentali | Coppe continentali | Coppe continentali | Altre coppe | Altre coppe | Altre coppe | Totale | Totale | Totale |
| Stagione          | Squadra           | Comp              | Pres       | Reti       | Comp            | Pres            | Reti            | Comp               | Pres               | Reti               | Comp        | Pres        | Reti        | Pres   | Reti   |        |
| ----------------- | ----------------- | ----------------- | ---------- | ---------- | --------------- | --------------- | --------------- | ------------------ | ------------------ | ------------------ | ----------- | ----------- | ----------- | ------ | ------ | ------ |
| 2023-2024         | Barcellona B      | PF                | 9          | 0          | -               | -               | -               | -                  | -                  | -                  | -           | -           | -           | 9      | 0      |        |
| 2023-2024         | Barcellona        | PD                | 19         | 0          | CR              | 2               | 0               | UCL                | 3                  | 0                  | SS          | 0           | 0           | 24     | 0      |        |
| 2024-2025         | Barcellona        | PD                | 26         | 0          | CR              | 4               | 0               | UCL                | 9                  | 0                  | SS          | 2           | 0           | 41     | 0      |        |
| Totale Barcellona | Totale Barcellona | Totale Barcellona | 45         | 0          |                 | 6               | 0               |                    | 12                 | 0                  |             | 2           | 0           | 65     | 0      |        |
| Totale carriera   | Totale carriera   | Totale carriera   | 54         | 0          |                 | 6               | 0               |                    | 12                 | 0                  |             | 2           | 0           | 74     | 0      |        |

### Cronologia presenze e reti in nazionale
| Cronologia completa delle presenze e delle reti in nazionale ― Spagna | Cronologia completa delle presenze e delle reti in nazionale ― Spagna | Cronologia completa delle presenze e delle reti in nazionale ― Spagna | Cronologia completa delle presenze e delle reti in nazionale ― Spagna | Cronologia completa delle presenze e delle reti in nazionale ― Spagna | Cronologia completa delle presenze e delle reti in nazionale ― Spagna | Cronologia completa delle presenze e delle reti in nazionale ― Spagna | Cronologia completa delle presenze e delle reti in nazionale ― Spagna |
| Data                                                                  | Città                                                                 | In casa                                                               | Risultato                                                             | Ospiti                                                                | Competizione                                                          | Reti                                                                  | Note                                                                  |
| --------------------------------------------------------------------- | --------------------------------------------------------------------- | --------------------------------------------------------------------- | --------------------------------------------------------------------- | --------------------------------------------------------------------- | --------------------------------------------------------------------- | --------------------------------------------------------------------- | --------------------------------------------------------------------- |
| 22-3-2024                                                             | Londra                                                                | Spagna                                                                | 0 – 1                                                                 | Colombia                                                              | Amichevole                                                            | -                                                                     | 83’                                                                   |
| 26-3-2024                                                             | Madrid                                                                | Spagna                                                                | 3 – 3                                                                 | Brasile                                                               | Amichevole                                                            | -                                                                     | 81’                                                                   |
| 5-6-2024                                                              | Badajoz                                                               | Spagna                                                                | 5 – 0                                                                 | Andorra                                                               | Amichevole                                                            | -                                                                     | 46’                                                                   |
| 15-10-2024                                                            | Cordova                                                               | Spagna                                                                | 3 – 0                                                                 | Serbia                                                                | UEFA Nations League 2024-2025 - 1º turno                              | -                                                                     | 82’                                                                   |
| 18-11-2024                                                            | Santa Cruz de Tenerife                                                | Spagna                                                                | 3 – 2                                                                 | Svizzera                                                              | UEFA Nations League 2024-2025 - 1º turno                              | -                                                                     |                                                                       |
| 20-3-2025                                                             | Rotterdam                                                             | Paesi Bassi                                                           | 2 – 2                                                                 | Spagna                                                                | UEFA Nations League 2024-2025 - Quarti di finale                      | -                                                                     | 41’                                                                   |
| Totale                                                                |                                                                       | Presenze                                                              | 6                                                                     |                                                                       | Reti                                                                  | 0                                                                     |                                                                       |

## Palmàres

### Club
- Supercoppa di Spagna: 1

Barcellona: 2025
- Coppa di Spagna: 1

Barcellona: 2024-2025
- Campionato spagnolo: 1

Barcellona: 2024-2025

### Nazionale
- Oro olimpico: 1

Parigi 2024